# Грин, Майкл (физик)
Майкл Борис Грин (при рождении Гриншпон; род. 22 мая 1946) — британский физик-теоретик. Один из создателей теории струн и теории суперструн. Член Лондонского королевского общества.

## Биография
Родился в семье архитектора Авшалома Гриншпона (после натурализации 28 сентября 1954 года Абсалома Грина) и Гени Гриншпон (с 1954 года — Грин, ?—1993). Родители эмигрировали в Великобританию из подмандатной Палестины. Отец работал ассистентом в архитектурной фирме Бертольда Лубеткина и Фрэнсиса Скиннера, среди прочего участвовал в разработке проекта жилищного комплекса Ленин-Корт.
В 1967 получил степень бакалавра, в 1970 году защитил диссертацию на степень доктора философии в колледже Черчилля Кембриджского университета. В 1970-1972 годах проводил постдокторское исследование в Принстонском университете. В 1978-1993 годах работал в Лондонском университете королевы Марии. С 1993 года работает в Кембриджском университете, профессор математики с 2009 по 2015 годы, научный сотрудник и профессор кафедры прикладной математики и теоретической физики Клэр Холла.

## Награды и отличия
- Медаль Дирака (1989)
- Премия Дэнни Хайнемана в области математической физики (2002)
- Медаль и премия Дирака (2004)
- Лукасовский профессор математики (2009) [6]
- Премия по фундаментальной физике (2014) [7].
- Королевская медаль (2021)